# La Matanza de Acentejo
La Matanza de Acentejo je jednou z 31 obcí na španělském ostrově Tenerife. Nachází se v centrální části ostrova, sousedí s municipalitami La Victoria de Acentejo, El Rosario, Candelaria a El Sauzal. Její rozloha je 14,11 km², v roce 2019 měla obec 9 061 obyvatel. Je součástí comarcy Acentejo.